# Lituanie aux Jeux olympiques d'été de 1928
La République de Lituanie a participé aux Jeux olympiques d'été pour la deuxième fois aux Jeux olympiques d'été de 1928 à Amsterdam. Comme en 1924, elle n'y a remporté aucune médaille